# Hans Maass
Hans Maass (en alemán: Hans Maaß; 17 de junio de 1911-15 de abril de 1992) fue un matemático alemán que introdujo las formas de onda de Maass (Maass, 1949) y las series de Koecher-Maass (Maass, 1950). También investigó las relaciones de Maass-Selberg y demostró la mayor parte de la conjetura de Saito-Kurokawa. Fue alumno de Erich Hecke. 

## Semblanza
Maass creció en Hamburgo. Había perdido a su padre durante la Primera Guerra Mundial, y fue criado por su madre, quien consiguió que pudiera estudiar a pesar de sus modestos ingresos. Inicialmente estudió física y astronomía en la Universidad de Hamburgo con el objetivo de convertirse en astrónomo. Mientras leía el libro de mecánica celeste de Carl Friedrich Gauss "Theoria Motu", se encontró con las fracciones continuas. Su interés por el tema le llevó a consultar el texto de Oskar Perron, y finalmente decidió estudiar matemáticas en la misma universidad. Allí recibió clases de Emil Artin y de Erich Hecke. Publicó su primer artículo en 1937, el mismo año que obtuvo su doctorado con una tesis titulada "Construcción de formas de módulo entero de dimensión un medio con multiplicadores {\displaystyle \vartheta } en una y dos variables".
Entre 1935 y 1938 perteneció al NSKK (asociación de motoristas nacional-socialista) y se unió al partido nazi en 1937. Tras un corto periodo en Focke-Wulf como ingeniero estructural para la industria aeronáutica, obtuvo en 1940 su habilitación docente de la Universidad de Heidelberg en Bremen, donde fue profesor privado, publicando un trabajo sobre la "Teoría de las funciones automórficas de n variables" en los Mathematische Annalen de 1940.
Durante la Segunda Guerra Mundial continuó dando clases en Heidelberg, pero también realizó cálculos mecánicos y estáticos de fluidos para la Luftwaffe, y formó parte del servicio meteorológico de la Fuerza Aérea. Capturado por el ejército estadounidense hacia el final de la guerra, permaneció en cautiverio hasta finales de 1945. Una vez liberado, continuó dando clases en la Universidad de Heidelberg. Profesor asociado desde 1948 y profesor titular en 1958, rechazó una oferta de la Universidad de Gotinga por invitación de Siegel. Visitó varias veces el Instituto Tata de Investigación Fundamental en Bombay (1954/5, 1962/3), ejerciendo como decano de la Facultad de Matemáticas y Ciencias Naturales de Heidelberg en varias ocasiones.
Maass estaba principalmente interesado en la teoría de las formas modulares. Además de por Hecke y por su entonces asistente Hans Petersson (quien sugirió el tema de su disertación), tuvo una gran influencia en su línea de investigación Carl Ludwig Siegel (según afirmó Maass en su discurso inaugural para la admisión a la Academia de Heidelberg, lo conoció a principios de la década de 1950), cuyas obras recopiladas publicó conjuntamente con K. S. Chandrasekharan. Se hizo conocido por su introducción de formas automorfas no analíticas en la década de 1940 (denominadas formas de onda de Maass). En lugar de satisfacer las ecuaciones de Laplace (como funciones analíticas), son funciones intrínsecas de los laplacianos invariantes, por lo que Maass las llamó formas de onda. Internacionalmente, estas formas se conocen con su nombre: La motivación para la introducción de estas formas de onda surgió en parte gracias a su interés por las conexiones de la teoría de las formas modulares con la teoría de números. También se ocupó de las funciones automorfas en varias variables, de las funciones del módulo de Siegel y de las funciones zeta asociadas.
Su legado matemático es conservado en el Zentralarchiv deutscher Mathematiker-Nachlässe de la Biblioteca Estatal y Universitaria de Gotinga y en el archivo universitario de la Universidad de Heidelberg.
Perteneció a la Academia de las Ciencias de Heidelberg desde 1974, y también fue nombrado miembro externo de la Academia Nacional de Ciencias de la India en 1983.
Entre sus estudiantes de doctorado figuran Eberhard Freitag y Walter Roelcke.
Maass se casó dos veces y tuvo cinco hijos.

## Publicaciones
- Maass, Hans (1949), «Über eine neue Art von nichtanalytischen automorphen Funktionen und die Bestimmung Dirichletscher Reihen durch Funktionalgleichungen», Mathematische Annalen 121: 141-183, ISSN 0025-5831, MR 0031519, doi:10.1007/BF01329622.
- Maass, H.(1949) "Automorphe Funktionen von mehreren Veranderlichen und Dirichletsche Reihen", Abh. Math. Sem. U. Hamburg 16:72–100.
- Maass, Hans (1950), «Modulformen zweiten Grades und Dirichletreihen», Mathematische Annalen 122: 90-108, ISSN 0025-5831, MR 0037870, doi:10.1007/BF01342953.
- Maass, Hans (1955), On Siegel's Modular Functions, Tata Institute of Fundamental Research Lectures on Mathematics 3.
- Maass, Hans (1964),  Lal, Sunder, ed., Lectures on modular functions of one complex variable, Tata Institute of Fundamental Research Lectures on Mathematics 29, Bombay: Tata Institute of Fundamental Research, ISBN 978-3-540-12874-8, MR 0218305.
- Maass, Hans (1971), Siegel's modular forms and Dirichlet series, Lecture Notes in Mathematics 216, Berlin, New York: Springer-Verlag, MR 0344198, doi:10.1007/BFb0058625.